# Microcylloepus moapus
Microcylloepus moapus là một loài bọ cánh cứng trong họ Elmidae. Loài này được LaRivers miêu tả khoa học năm 1949.